# Ixora katchalensis
Ixora katchalensis là một loài thực vật có hoa trong họ Thiến thảo. Loài này được T.Husain & S.R.Paul mô tả khoa học đầu tiên vào năm 1984.